# Gare de l'Université de Tlemcen
Pour les articles homonymes, voir Gare de l'Université.
La gare de l'Université de Tlemcen (ou gare Djama) est une halte ferroviaire algérienne située sur le territoire de la commune de Mansourah, dans la wilaya de Tlemcen.

## Situation ferroviaire
La gare se situe sur la ligne de Tabia à Akid Abbes où elle est précédée de la gare d'Imama et suivie de celle de Aïn Douz.
| \| Tlemcen Ghazaouet Akid Abbes Maghnia Université Tabia \| Localisation de la gare de l'Université de Tlemcen dans la wilaya de Tlemcen. |
| Tlemcen Ghazaouet Akid Abbes Maghnia Université Tabia                                                                                     |

## Service des voyageurs

### Dessertes
La gare de l'Université de Tlemcen est desservie par les trains régionaux de la liaison Tlemcen - Maghnia.

## Galerie

Séléction de vues
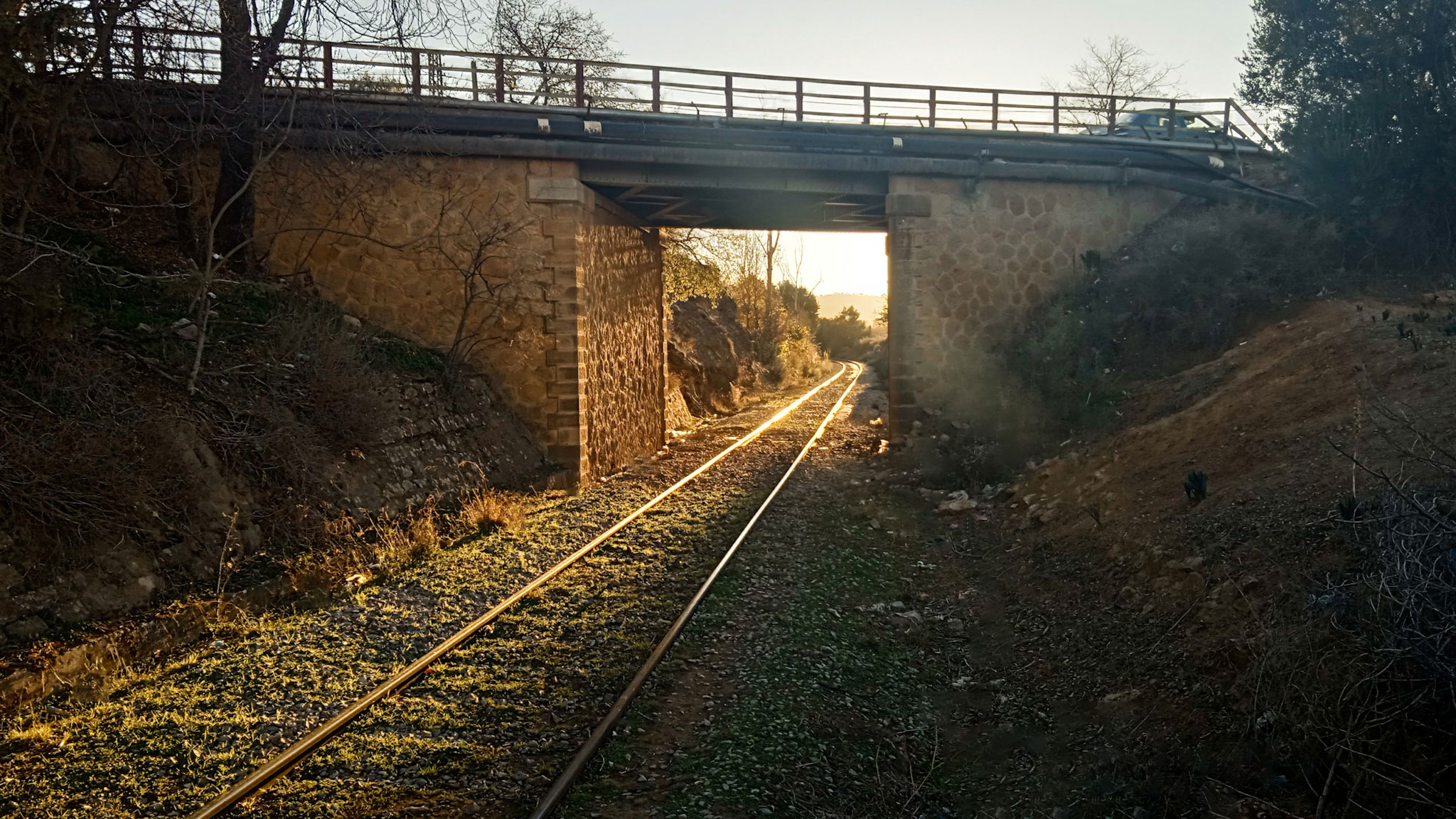
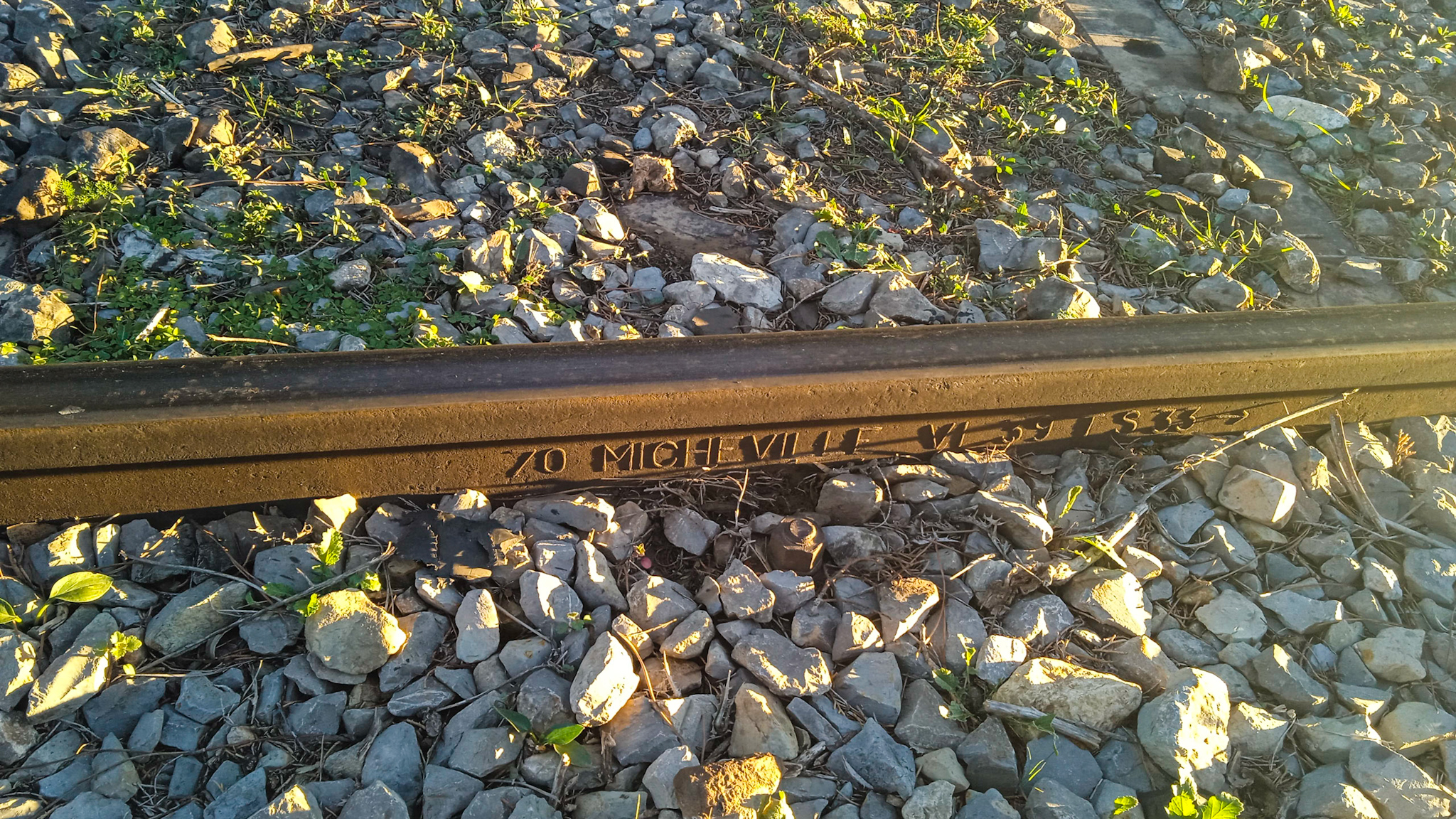
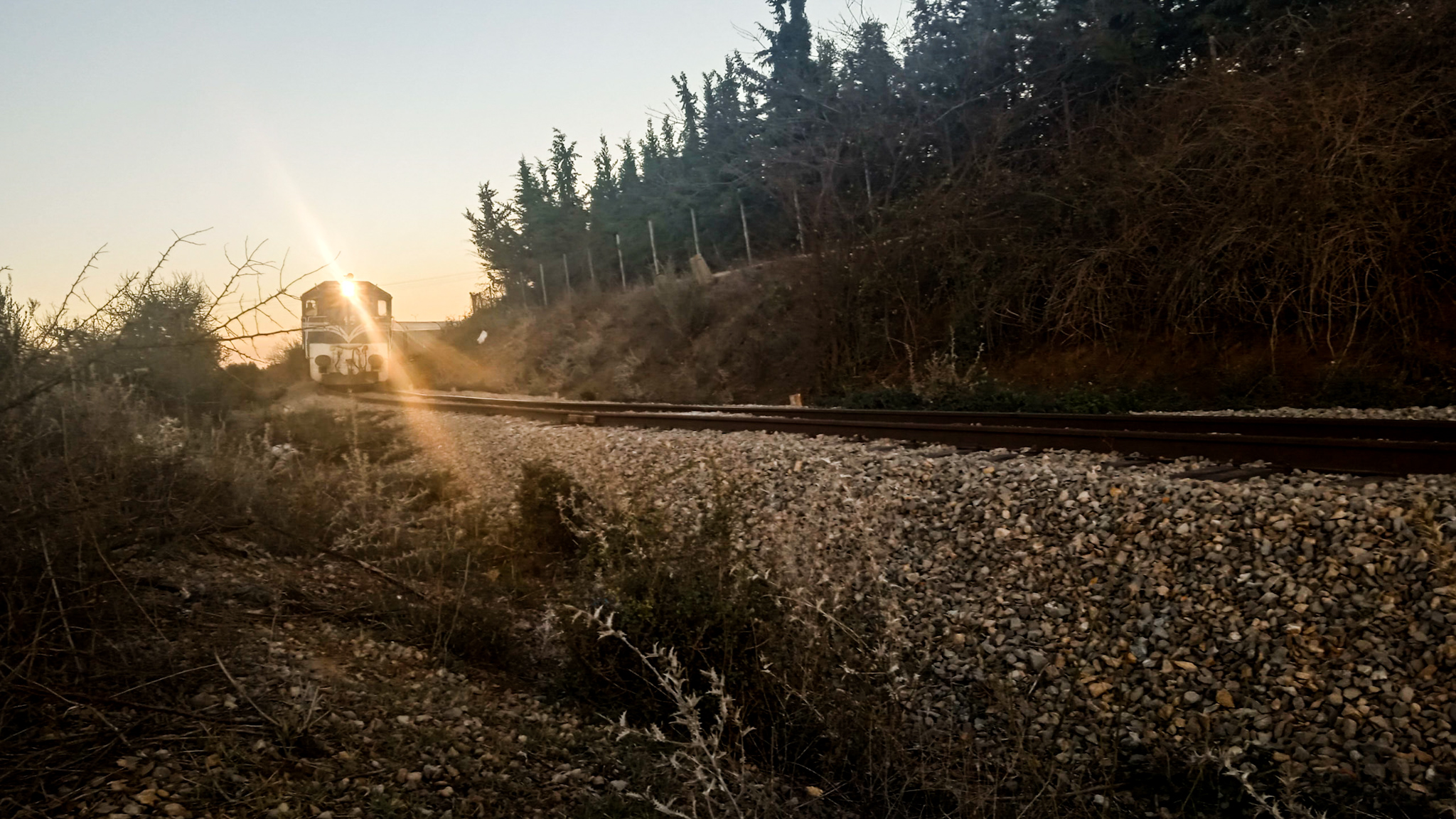